# Anti-Tauro

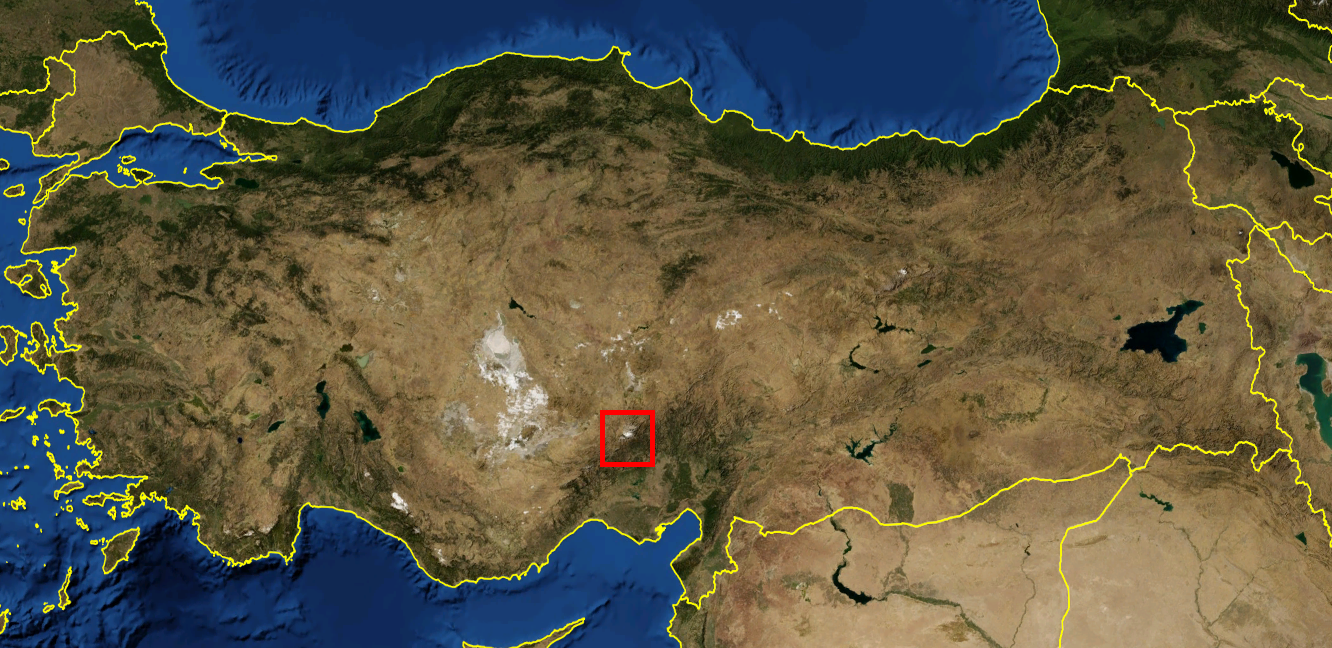
Localizzazione dei monti Aladağlar in Turchia

L'Anti-Tauro (turco: Aladağlar o Aladağ) è un gruppo montuoso della Turchia. A nord-ovest c'è la città di Niğde, capoluogo dell'omonima provincia. Culmina nei 3756 metri del monte Demirkazık.
Il Tauro Orientale o Anti-tauro è il prolungamento orientale dei monti Tauro, si estende verso l'entroterra in due catene parallele dette Tauro Orientale interno (a nord-ovest) e Tauro Orientale esterno (a sud-est) che va dal Golfo di Alessandretta alle propaggini del Lago di Van. 
Alcune propaggini giungono sul mare determinando il profilo roccioso e a precipizio sulla costa.
L'Eufrate ha inizio nell'area fra le due catene a nord di Erzurum.

## Anti-Tauro orientale

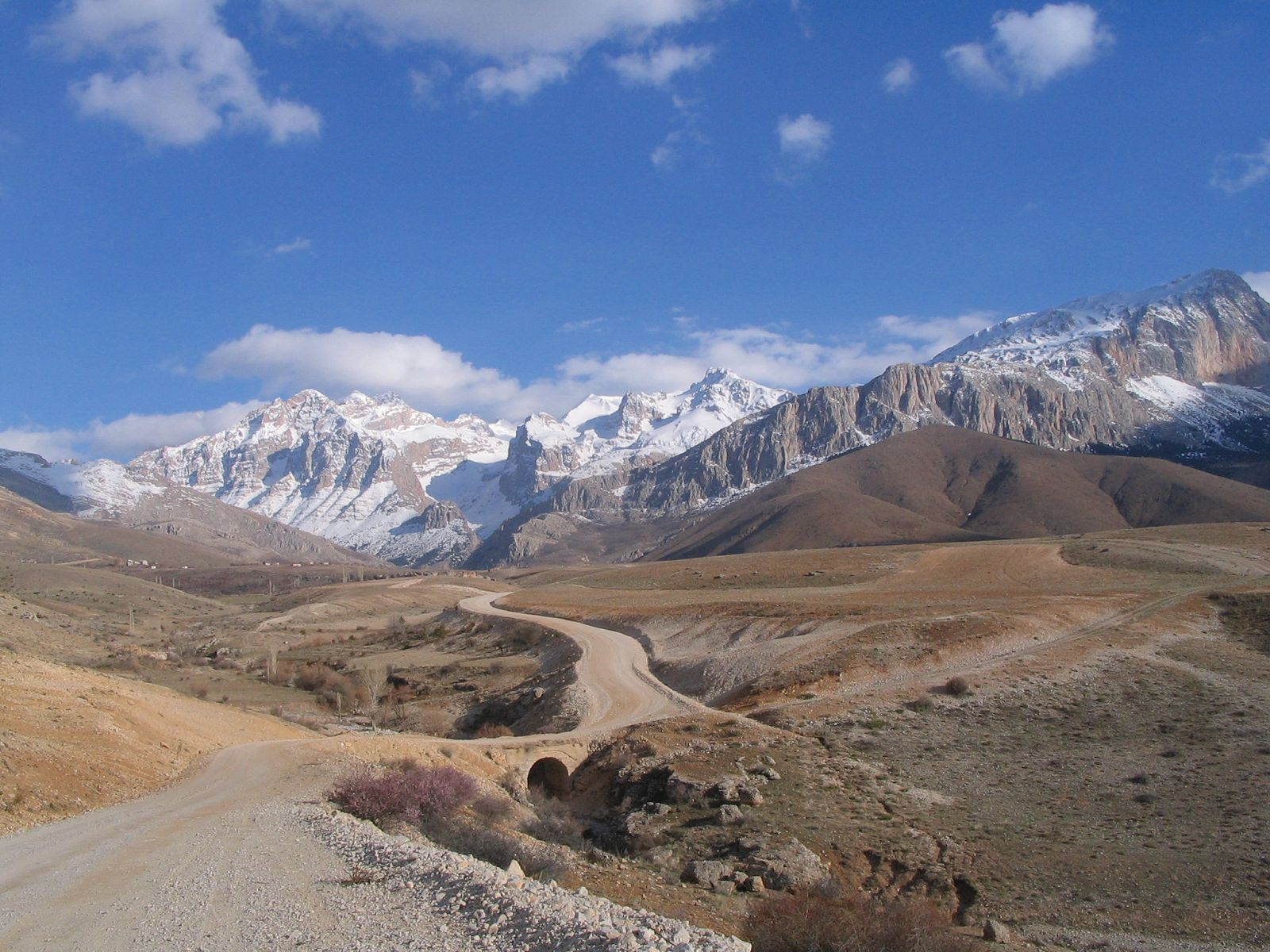
Veduta nella catena

Anti-Tauro (greco: Αντίταυρος, latino: Anti Taurus (ANTITAVRVS), la sua parte occidentale è chiamata oggi dai turchi Aladağlar) è la catena centrale delle montagne degli altopiani armeni, che si estende da ovest a est fino a attraverso l'Armenia occidentale parallelamente al Tauro orientale. L'Anti-Tauro è composto da due parti, occidentale e orientale. Ad ovest, l'Anti-Tauro inizia a nord dei monti della Cilicia(Tauro centrale), e passando per il centro dell'altopiano armeno termina a est con le vette dell'Ararat. Il punto più alto dell'Anti-Tauro è il Monte Ararat, che, inoltre, è la vetta più alta degli altopiani dell'Armenia e di tutta la Turchia, e anche la montagna più alta del mondo dai piedi alla corona (in relazione con la pianura), l'altezza del cono sul livello del mare è di 5165 metri e la distanza dalla base alla sommità di 4365 metri.
Inoltre, l'Anti-Tauro orientale divide gli altopiani armeni in due zone climatiche. La zona climatica secca delle montagne Tauride meridionali e la zona climatica umida della Transcaucasia settentrionale occidentale.

## In geografia storica ed etnografia
Strabone disse dell'Anti-Tauro occidentale, che dopo essersi arrampicato sulle sue vette, entrambi i mari (Mediterraneo e Nero) possono essere visti bagnare la penisola dell'Asia Minore.
Fino al 1915, il versante settentrionale dell'Anti-Tauro era una delle principali aree di concentrazione della popolazione armena nell'Armenia turca (occidentale).